# Jugadora Mundial de la FIFA 2005

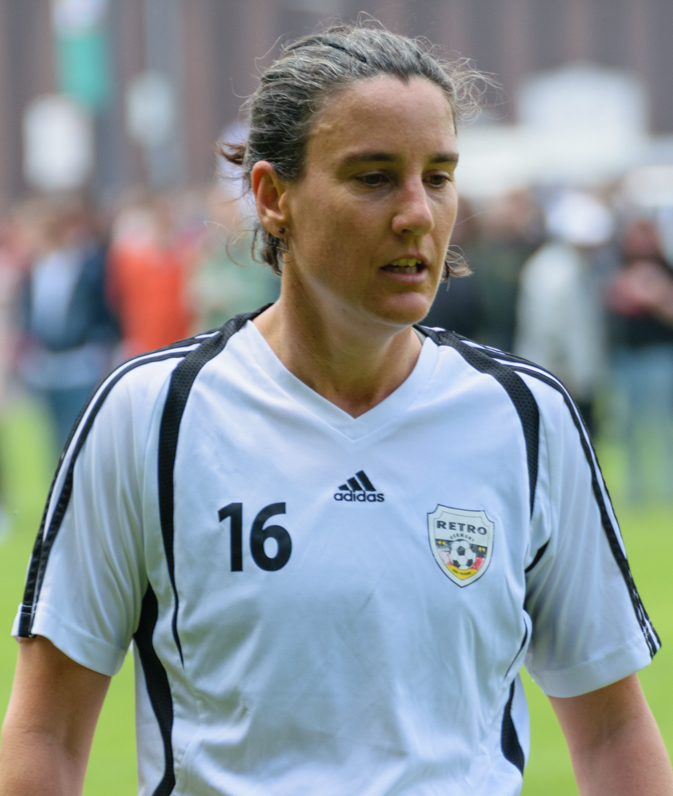
La alemana Birgit Prinz ganadora en 2005.

El premio a la mejor jugadora mundial de la FIFA 2005 fue la quinta entrega de este importante galardón otorgado a la futbolista con mayores logros. El premio fue otorgado por la Federación Internacional de Fútbol Asociación (FIFA). 
La ganadora del quinto certamen fue la alemana Birgit Prinz. Se convirtió en la primera futbolista femenina en conseguir tres premios de forma consecutiva.

## Resultados
| Posición | Futbolista          | Puntaje |
| -------- | ------------------- | ------- |
| 1        | Birgit Prinz        | 513     |
| 2        | Marta               | 429     |
| 3        | Shannon Boxx        | 235     |
| 4        | Hanna Ljungberg     | 206     |
| 5        | Renate Lingor       | 170     |
| 6        | Maribel Domínguez   | 115     |
| 7        | Solveig Gulbrandsen | 97      |
| 7        | Sandra Minnert      | 97      |
| 9        | Christie Welsh      | 78      |
| 10       | Kelly Smith         | 60      |
| 11       | Malin Mostrom       | -       |
| 12       | Laura Georges       | -       |
| 13       | Perpetua Nkwocha    | -       |